# روبرت ديتريش
روبرت ديتريش (بالألمانية: Robert Dietrich)‏ (بالروسية: Дитрих, Роберт Генрихович)‏ هو لاعب هوكي الجليد روسي وألماني، ولد في 25 يوليو 1986 في Denisovka ‏ في كازاخستان، وتوفي في 7 سبتمبر 2011 في ياروسلافل في روسيا.

## وصلات خارجية
- روبرت ديتريش على موقع دوري الهوكي الوطني (الإنجليزية)
- روبرت ديتريش على موقع EliteProspects.com (الإنجليزية)
- روبرت ديتريش على موقع Eurohockey.com (الإنجليزية)
- روبرت ديتريش على موقع HockeyDB.com (الإنجليزية)